# 耿軍
耿軍（1976年2月4日—），中國電影導演，生於黑龍江省依蘭縣，兩度入圍金馬獎最佳導演。

## 作品

### 短片
- 2002年《山楂》
- 2003年《散裝日記》
- 2004年《燒烤》
- 2006年《入道》
- 2014年《錘子鐮刀都休息》

### 長片
- 2006年《箱子》
- 2008年《青年》
- 2017年《輕鬆+愉快》
- 2019年《东北虎》
- 2024年《漂亮朋友》

## 製作電影相關獎項
| 年份   | 名稱                       | 獲提名             | 獎項             | 結果 |
| ------ | -------------------------- | ------------------ | ---------------- | ---- |
| 2014年 | 第51屆金馬獎               | 《錘子鐮刀都休息》 | 最佳創作短片     | 獲獎 |
| 2017年 | 日舞影展                   | 《輕鬆+愉快》      | 評審團特別獎     | 獲獎 |
| 2017年 | 第54屆金馬獎               | 《輕鬆+愉快》      | 最佳導演         | 提名 |
| 2021年 | 第24屆上海國際電影節金爵獎 | 《東北虎》         | 最佳影片         | 獲獎 |
| 2024年 | 第61屆金馬獎               | 《漂亮朋友》       | 最佳導演         | 提名 |
| 2024年 | 第61屆金馬獎               | 《漂亮朋友》       | 最佳原著劇本     | 提名 |
| 2024年 | 第61屆金馬獎               | 《漂亮朋友》       | 最佳原創電影歌曲 | 提名 |

## 外部連結
- 耿軍在互联网电影资料库（IMDb）上的資料（英文）